# 獵戶座V1085
獵戶座V1085，又名BD+00 974，HD 33647、SAO 112505、HR 1690，是獵戶座的一颗恒星，视星等为6.67，位于銀經200.48，銀緯-21.79，其B1900.0坐标为赤經5h 6m 32.9s，赤緯+0° -21.79′ 31″。